# Улица Хользунова
У́лица Хользуно́ва — улица в Коминтерновском районе Воронежа. Тянется параллельно улице Лизюкова. Имеет пересечения с улицами: Шишкова, Московский проспект, Маршала Жукова, Верещагина, Беспаловой, Связистов, Солнечная, 60-й Армии, Киевская, Курская, Правды, Народная, 60 лет ВЛКСМ, Товарищеская, Донская, Подгоренская, Тамбовская, Рязанская, Тульская, Крайняя, Новгородская, Владимира Невского, Антонова-Овсеенко.
Улица носит имя Виктора Степановича Хользунова (1905—1939), лётчика, Героя Советского Союза.

## Транспорт
На улице имеется автобусное и троллейбусное движение.

## Храмы
- Храм Андрея Первозванного (ул. Хользунова, 107а)